# Arturo Ureña
Arturo Ureña (ur. 20 sierpnia 1973) – meksykański bokser, były mistrz Meksyku w kategorii lekkopółśredniej.

## Kariera zawodowa
Jako zawodowiec zadebiutował 4 lipca 1992, pokonując na punkty rodaka Bernardo Moreno. 12 marca 1999 zmierzył się z reprezentantem Australii Lovemore N’dou, przegrywając z nim przez techniczny nokaut w trzeciej rundzie.
15 marca 2002 został mistrzem Meksyku w kategorii lekkopółśredniej. W walce o tytuł pokonał Arturo Moruę, wygrywając z nim przez techniczny nokaut w czwartej rundzie. Zawodową karierę kontynuował do 2014 roku, doznając głównie porażek.